# Hide Nothing
Hide Nothing é o terceiro e último álbum de estúdio da banda Further Seems Forever, lançado a 24 de Agosto de 2004.

## Faixas
Todas as faixas por Further Seems Forever.
1. "Light Up Ahead" – 3:08
2. "Hide Nothing" – 2:56
3. "Already Gone" – 3:52
4. "Like Someone You Know" – 3:16
5. "Make it a Part" – 2:41
6. "All Rise" – 2:49
7. "Call on the Life" – 2:52
8. "Lead the Way" – 2:32
9. "Bleed" – 2:57
10. "For All We Know" – 5:21

## Paradas
| Ano  | Parada               | Posição |
| ---- | -------------------- | ------- |
| 2004 | Top Heatseekers      | 3       |
| 2004 | Billboard 200        | 122     |
| 2004 | Top Christian Albums | 4       |

## Créditos
- Jon Bunch - Vocal
- Josh Colbert - Guitarra
- Derick Cordoba - Guitarra
- Chad Neptune - Baixo
- Steve Kleisath - Bateria
- James Wisner - Teclados, guitarra adicional